# 石原慎也 (シンガーソングライター)
石原 慎也（いしはら しんや、1994年3月3日 - ）は、日本のシンガーソングライター。ロックバンドSaucy Dogのボーカリスト兼ギタリスト。

## 来歴
松江市立湖南中学校に入学し、中学在学中に友達からギターを教えてもらい音楽を始める。高校は島根県立松江農林高等学校に入学。高校入学後は吹奏楽部に入部しチューバを演奏した。高校2年生には同じ吹奏楽部の女子にバンドに誘われ、バンドを結成し、文化祭でギターを演奏。高校卒業後は島根県を離れて大阪スクールオブミュージック専門学校（OSM）に入学する。最初はOSMのギターコースに入ったが、ついてこれずボーカルコースに変更する。その後OSMの生徒達に誘われ、2013年11月16日にSaucy Dogを結成。しかし、次々とメンバーが脱退してしまい、2015年12月26日から石原一人で活動することになるが、2016年にベーシストの秋澤和貴とドラマーのせとゆいかが加入し、現在のスリーピースロックバンドという形で活動を開始する。

## 人物
- 身長165 cm[10]。
- 好物はトマトジュース[2]。
- ギターで初めて弾いた曲は「大きな古時計」[5]。

## ディスコグラフィ

### 楽曲提供
| 年            | タイトル                 | 規格 | 備考                                                                                  |
| ------------- | ------------------------ | ---- | ------------------------------------------------------------------------------------- |
| 2021年3月10日 | わけあって               | 配信 | 當山みれいの楽曲。石原は作詞・作曲を担当。                                            |
| 2021年9月2日  | 魔法が解けたら           | 配信 | 梶原岳人の楽曲。石原は作詞・ゲストボーカルを担当。                                    |
| 2022年3月8日  | ハッピーエンドとそれから | 配信 | 私立恵比寿中学の楽曲。石原は作詞・作曲を担当。                                        |
| 2024年11月6日 | milky way                | CD   | 結束バンドの楽曲で、『We will』に収録。石原は作詞・作曲を担当。同年9月6日に先行配信。 |
| 2025年4月9日  | Count on me              | 配信 | 上白石萌歌の楽曲で、石原は作詞・作曲を担当。                                          |

### 参加作品
| 年            | タイトル                                         | 規格 | 備考 |
| ------------- | ------------------------------------------------ | ---- | --- |
| 2022年11月7日 | 紋白蝶 feat. 石原慎也 (Saucy Dog)                | 配信 | 東京スカパラダイスオーケストラの楽曲。石原はゲストボーカル・チューバを担当。                                                                                        |
| 2025年3月19日 | Paradise Has No Border feat. NO BORDER ALL STARS | CD   | 東京スカパラダイスオーケストラの楽曲で、ベスト・アルバム『NO BORDER HITS 2025→2001 〜ベスト・オブ・東京スカパラダイスオーケストラ〜』に収録。石原はチューバを担当。 |

## 出演

### テレビ番組
- ライブを100倍楽しむLIVE YEAH!!!（2020年9月4日、スペースシャワーTV）[17]
- フッ軽deいきましょう（2024年2月29日 - 、スペースシャワーTV）[18]

### 映画
- パリピ孔明 THE MOVIE（2025年4月25日）[14]